# 勒梅尼勒茹尔丹
勒梅尼勒茹尔丹（法語：Le Mesnil-Jourdain，法語發音：[lə mɛnil ʒuʁdɛ̃]）是法国厄尔省的一个市镇，位于该省中部偏北，属于莱桑德利区。

## 地理
勒梅尼勒茹尔丹（49°10'37"N, 1°7'10"E）面积10.41 平方千米，位于法国诺曼底大区厄尔省，该省份为法国北部内陆省份，北起滨海塞纳省，西接奧恩省和卡爾瓦多斯省，南至厄尔-卢瓦省，东临瓦兹省、瓦兹河谷省和伊夫林省。
与勒梅尼勒茹尔丹接壤的市镇（或旧市镇、城区）包括：阿基尼、伊通河畔昂夫勒维尔、卡纳普维尔、拉艾勒孔特、卢维耶、潘泰维尔、卡特勒马尔、叙尔维尔。

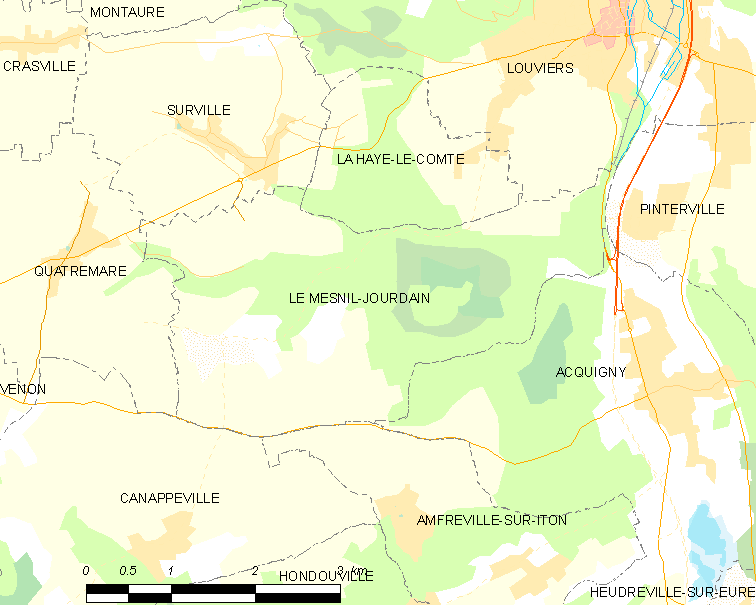
勒梅尼勒茹尔丹的OSM定位图

勒梅尼勒茹尔丹的时区为UTC+01:00、UTC+02:00（夏令时）。

## 行政
勒梅尼勒茹尔丹的邮政编码为27400，INSEE市镇编码为27403。

## 政治
勒梅尼勒茹尔丹所属的省级选区为蓬德拉尔什县。

## 人口

1962-2008年间勒梅尼勒茹尔丹人口变化图示

勒梅尼勒茹尔丹于2022年1月1日时的人口数量为238人。